# Emoia kitcheneri
Emoia kitcheneri är en ödleart som beskrevs av  How, Durrant SMITH och SALEH 1998. Emoia kitcheneri ingår i släktet Emoia och familjen skinkar. Inga underarter finns listade i Catalogue of Life.